# Jeanette Hain
Jeanette Hain (Munique, 18 de fevereiro de 1969) é uma atriz alemã.

## Filmografia
- 1997: Das Trio
- 1998: Frau Rettich, die Czerni und ich
- 1999: Requiem für eine romantische Frau
- 1999: Sturmzeit
- 2000: Abschied. Brechts letzter Sommer
- 2001: Die Reise nach Kafiristan
- 2001: Tatort – Im freien Fall
- 2002: Nick Knatterton – Der Film
- 2002: Wilsberg und der Tote im Beichtstuhl
- 2002: Die Westentaschenvenus
- 2003: Dinner for Two
- 2005: Einmal so wie ich will
- 2005–2006: Bis in die Spitzen
- 2006: Tatort – Liebe am Nachmittag
- 2007: Tatort – Die dunkle Seite
- 2008: Der Bulle von Tölz
- 2008: The Reader
- 2008: Bella Block – Reise nach China
- 2009: The Countess
- 2009: Albert Schweitzer
- 2009: The Young Victoria
- 2009: Kommissar Süden und das Geheimnis der Königin
- 2009: Kommissar Süden und der Luftgitarrist
- 2010: Gier
- 2010: Poll
- 2010: Transfer
- 2011: Dreileben
- 2012: En fiende att dö för
- 2012: Der Fall Wilhelm Reich
- 2012: Nachtschicht – Reise in den Tod
- 2012: Jahr des Drachen
- 2013: Tatort – Scheinwelten
- 2013: The Forbidden Girl
- 2013: Donna Leon
- 2013: Stiller Abschied
- 2013: Lauf Junge lauf
- 2014: Der Alte
- 2014: Göttliche Funken
- 2014: Lügen und andere Wahrheiten
- 2014: Der Vampir auf der Couch
- 2014: Landauer – Der Präsident
- 2014: Winterkartoffelknödel
- 2014: Zeit der Zimmerbrände
- 2014: Honig im Kopf
- 2015: Die Kanzlei
- 2015: Storno – Todsicher versichert
- 2016: Die Pfeiler der Macht
- 2016: Ein starkes Team – Knastelse
- 2016: Unsere Zeit ist jetzt
- 2016: SOKO Köln
- 2017: Der Alte – Schöner Schein
- 2017: Tatort – Fangschuss